# Lake Norwest
Der Lake Norwest ist ein See im Southland District der Region Southland auf der Südinsel von Neuseeland.

## Geographie
Der Lake Norwest, der eine gespiegelt leichte S-Form besitzt, befindet sich rund 1,65 km westlich des North Arm des Lake Manapouri und rund 2,85 km des West Arm des Sees. Mit einer Flächenausdehnung von rund 48,9 Hektar dehnt sich der See auf eine Länge von rund 1,9 km in Westnordwest-Ostsüdost-Richtung aus und misst an seiner breitesten Stelle rund 410 m in Nord-Süd-Richtung. Der Seeumfang beträgt rund 5,5 km.
Gespeist wird der Lake Norwest, der sich auf einer Höhe von 883 m befindet, hauptsächlich von einem von Westen zuströmenden kleinen Bach, der von einem höher liegenden kleinen See stammt. Entwässert wird der Lake Norwest an seinem östlichen Ende in Richtung des North Arm des Lake Manapouri.